# Шингарінське сільське поселення
Шинга́рінське сільське поселення (рос. Шингаринское сельское поселение) — муніципальне утворення у складі Ковилкінського району Мордовії, Росія. Адміністративний центр — селище Силікатний.

## Населення
Населення — 1158 осіб (2019, 1337 у 2010, 1440 у 2002).

## Склад
До складу поселення входять такі населені пункти:
| Населений пункт    | Населення, осіб (2002) | Населення, осіб (2010) |
| ------------------ | ---------------------- | ---------------------- |
| Силікатний, селище | 1237                   | 1158                   |
| Шингаріно, село    | 203                    | 179                    |